# Liste der Naturdenkmale in Westhausen (Württemberg)
| Naturdenkmale | Anzahl |
| ------------- | ------ |
| FND           | 5      |
| END           | 3      |
| Gesamt        | 8      |

Die Liste der Naturdenkmale in Westhausen nennt die verordneten Naturdenkmale (ND) der im baden-württembergischen Ostalbkreis liegenden Gemeinde Westhausen. In Westhausen gibt es insgesamt acht als Naturdenkmal geschützte Objekte, davon fünf flächenhafte Naturdenkmale (FND) und drei Einzelgebilde-Naturdenkmale (END).
Stand: 1. November 2016.

## Flächenhafte Naturdenkmale (FND)
| Name                                               | Bild | Kennung     | Einzelheiten | Position | Fläche Hektar | Datum |
| -------------------------------------------------- | ---- | ----------- | ------------ | -------- | ------------- | ----- |
| Feuchtwiesen bei Forst und Vogel                   | BW   | 81360820004 | Westhausen   | ⊙        | 0,7           |       |
| Hochrückhülbe                                      | BW   | 81360820007 | Westhausen   | ⊙        | 0,0           |       |
| Hülbe am Wöllerstein u. Felskuppe des Wöllersteins | BW   | 81360820005 | Westhausen   | ⊙        | 0,8           |       |
| Hundshilb                                          | BW   | 81360820006 | Westhausen   | ⊙        | 0,0           |       |
| Magerwiese bei der St.-Gangolfs-Kapelle            | BW   | 81360820001 | Westhausen   | ⊙        | 0,2           |       |
| Legende für Naturdenkmal                           |      |             |              |          |               |       |

## Einzelgebilde (END)
| Name                         | Bild | Kennung     | Einzelheiten | Position | Fläche Hektar | Datum |
| ---------------------------- | ---- | ----------- | ------------ | -------- | ------------- | ----- |
| 1 Eibe in Reichenbach        | BW   | 81360820003 | Westhausen   | ⊙        | 0,0           |       |
| 1 Eiche am Kleinen Gebsattel | BW   | 81360820002 | Westhausen   | ⊙        | 0,0           |       |
| 1 Stieleiche im Egert        | BW   | 81360820009 | Westhausen   | ⊙        | 0,0           |       |
| Legende für Naturdenkmal     |      |             |              |          |               |       |